# Чеслав Марек
Чеслав Марек (16 вересня 1891, Перемишль — 17 липня 1985, Цюрих) — польський композитор, піаніст і викладач фортепіанної музики.
У 1908-09 навчався на фортепіано у Льовенгофа та гармонії у Станіслава Нев'ядомського у Львові в Музичному інституті. Потім у Відні він приватно вивчав фортепіано у 1910-13 у знаменитого поляка та його майже земляка Теодора Лешетицького, композицію у Карла Вайґля та музикознавство у Адлера. У 1913-14 роках у Страсбурзі він вивчав композицію та диригування у Ганса Пфіцнера. У 1910 — викладач фортепіано у Музичному інституті у Львові.

## З життєпису
Вторгнення Німеччини до Галичини та бої з російськими військами змусили Марка та його батьків сховатися у Празі, де йому допомагав Олександр Землінський. У січні 1915 року він виїхав до Швейцарії і оселився в Цюриху, де подружився з Бузоні. У 1915 році Чеслав Марек, прибувши до Цюриха, почав викладати гармонію та фортепіано скрипальці Клер Розі Хофер. Вони одружилися 28 вересня 1918.  Клер деякий час працювала викладачем скрипки в консерваторії Хосе Берра в Цюриху і регулярно давала концерти зі своїм чоловіком. Марек розвивав свою педагогічну та виконавську діяльність. До 1924 року він намагався побудувати кар'єру піаніста, даючи концерти по всій Європі. Пізніше він відійшов від концертного залу, проте продовжував викладати та компонувати. Незабаром він прославився, як і його вчитель (Лешетицький), залучаючи студентів з усього світу.
У 1916-1919 роках викладав фортепіано в приватній консерваторії Хосе Берра в Цюриху. У 1929 - 1930 - директор Державної консерваторії в Познані та професор композиції. У 1930 році він повернувся до Швейцарії. У 1932 році став громадянином Швейцарії.